# Játsszunk gyilkosost!
A Játsszunk gyilkosost! (eredeti cím: Bodies Bodies Bodies) 2022-ben bemutatott amerikai horror filmvígjáték, amelyet Halina Reijn rendezett. A főbb szerepekben Amandla Stenberg, Marija Bakalova, Myha’la Herrold, Chase Sui Wonders, és Rachel Sennott látható.
Az Amerikai Egyesült Államokban 2022. augusztus 5-én debütált a mozikban. Magyarországon az HBO Max mutatta be 2023. május 12-én.

## Cselekmény
Sophie új barátnőjével, Bee-vel együtt részt vesz egy kis házibulin, amelyet gyermekkori barátja, David szervez. A vendégek között van még David barátnője, Emma, valamint a baráti kör tagjai, Jordan és Alice. Emellett megjelenik egy Sophie számára ismeretlen férfi, Greg, aki Alice új párja. A társaságban az a pletyka kering róla, hogy korábban a hadseregben szolgált. Sophie jelenléte vegyes reakciókat vált ki a csoportból, mivel a barátaival alig tartotta a kapcsolatot azóta, hogy drogelvonón vett részt.
Ahogy vihar közeleg, a hét fiatal David szüleinek távoli birtokán található villába húzódik vissza. Bee kissé kívülállónak érzi magát, mivel a többiekkel ellentétben szerényebb társadalmi háttérből származik. A hangulat azonban hamar felszabadultabbá válik, amikor az alkohol mellett többen kokaint is fogyasztanak. Sophie felveti, hogy játsszanak egy „Játsszunk gyilkosost!” nevű játékot, amelyben egy játékos titokban megkapja a „gyilkos” szerepét, majd a sötétben ki kell ejtenie a többi játékost. Az első körben Greg lesz az „áldozat”, aki ezt követően kiszáll a játékból. Miközben a többiek találgatni kezdenek, hogy ki lehet a gyilkos, a gyanú Davidre terelődik. Az ezt követő vita során David megdöbbenve értesül arról, hogy Emma bizalmas információkat osztott meg a barátnőivel a kapcsolatukról. Felháborodva a társaság kizárja őt a játékból, mire dühösen elhagyja a házat.
Mielőtt elkezdődhetne a következő kör, a vihar miatt áramkimaradás következik be. Miközben Bee a sötét kastélyban járkál, meglátja, ahogy a súlyosan sérült David az üvegablakhoz csapódva próbál segítséget kérni. Bár a nők hamarosan mind odasietnek, tehetetlenül nézik végig, ahogy David – akinek a torkát egy szablyával átvágták – elvérzik. Az áramkimaradás miatt a csoport nem tudja hívni a mentőket, és az elektronikus kaput sem tudják kinyitni, hogy segítséget kérjenek. Miután visszatérnek a házba, vad találgatások kezdődnek arról, ki lehet a gyilkos. A gyanú Maxre terelődik, aki Jordannek az exe, és előző este összeveszett Daviddel Emma miatt, majd azóta nyomtalanul eltűnt. Emellett Greg is gyanússá válik, mivel feltűnően távol maradt az eseményektől. Végül megtalálják Greget a villa edzőtermében, ahol fejhallgatóval a fején edz, és semmit sem tud az egész házat felkavaró eseményekről. Először azt hiszi, hogy az ellene felhozott vádak csak a játék részei, ám amikor a nők rátámadnak félelmükben, önvédelemből védekezni kezd. A dulakodás során Bee halálos csapást mér rá, megölve Greget.
A csoportban azonban senki sem hiszi komolyan, hogy Greg lenne a valódi gyilkos, különösen mivel állatorvos volt, nem pedig veterán, ahogyan azt korábban sugallták. Amikor újabb vádaskodások kezdődnek, Emma és Sophie összeveszik David miatt, ami után a társaság szétszóródik. Nem sokkal később Emma holtan hever a lépcső alján, miután lezuhant. A gyanú most elsősorban Bee-re terelődik, aki – Sophie meglepetésére – hazudott a múltjáról. Bee ekkor felfedi családi hátterét és biztosítja Sophie-t az iránta érzett szerelméről, amivel sikerül visszanyernie a bizalmát. Bee gyanúja ezután Jordanre irányul, mivel állítása szerint látta őt egy fegyverrel. Ahogy a vita egyre inkább Jordan köré összpontosul, Alice – aki eddig feltétel nélkül kiállt mellette – kezd elfordulni tőle. Jordan megbántva érzi magát, amikor önzőnek nevezik, ezért dühében előránt egy pisztolyt és Alice-re lő, azonban továbbra is tagadja, hogy ő ölte volna meg Davidet.
A négy nő között dulakodás alakul ki a fegyverért, amely során Alice végül halálos lövést kap. Jordan ezután Sophie-t és Bee-t is megfenyegeti a fegyverrel, de a két nő összefog, és lelökik Jordant a lépcsőházba. Mielőtt Jordan meghal, sikerül kétségeket ébresztenie Bee-ben Sophie hűségével kapcsolatban, ami végül a két megmaradt nő közötti bizalmat is megingatja. Bee a hátralévő éjszakát Sophie elől bujkálva tölti, majd másnap reggel a holttestekkel teli házban bolyong, mielőtt újabb konfrontációra kerül sor kettejük között. Bee bizonyítékot akar arra, hogy Sophie nem árulta el őt, ezért megpróbálja megnézni az utolsó üzeneteit a telefonján. Azonban rájön, hogy valójában David telefonját tartja a kezében. Amikor megnézik az előző este rögzített videókat, kiderül, hogy David saját magát ölte meg: egy pezsgősüveg kinyitásának látványos mutatványa közben véletlenül elvágta a saját torkát a szablyával. Nem sokkal később Max megérkezik az birtokra, és döbbenten szembesül barátai holttesteivel.

## Szereplők
| Szerep | Színész           | Magyar hang   |
| ------ | ----------------- | ------------- |
| Sophie | Amandla Stenberg  | Gáspár Kata   |
| Bee    | Marija Bakalova   | Gyöngy Zsuzsa |
| Jordan | Myha’la Herrold   | Nagy Blanka   |
| Emma   | Chase Sui Wonders | Bartsch Kata  |
| Alice  | Rachel Sennott    | Kardos Eszter |
| Greg   | Lee Pace          | Király Attila |
| David  | Pete Davidson     | Ember Márk    |
| Max    | Conner O’Malley   | Bor László    |

### Magyar változat
- Bemondó: Rábai Balázs
- Magyar szöveg: Szojka László
- Hangmérnök: Policza Imre
- Vágó: Házi Sándor
- Gyártásvezető: Újréti Zsuzsa
- Szinkronrendező: Somló Andrea
- Produkciós vezető: Dallos Miklós

A szinkront az SDI Media Hungary készítette el.

## A film készítése
2018 márciusában az A24 megvásárolta a film forgatókönyvet, amelyet Kristen Roupenian írt. 2019 szeptemberében bejelentették, hogy Chloe Okuno átdolgozza a forgatókönyvet és ő fogja rendezni a filmet. 2021 áprilisában kiderült, hogy Amandla Stenberg és Marija Bakalova kapják a főszerepeket, miközben Pete Davidson és Myha’la Herrold tárgyalásokat folytattak a csatlakozásról. Ekkor már Halina Reijn volt a film rendezője. Bakalova elmondta, hogy félt horrorfilmben szerepelni, mivel korábban megijedt tőlük, de úgy érezte, hogy az A24 filmjei mélyebb mondanivalóval bírnak. Szerinte a film inkább egy „R-besorolású vígjáték”. 2021 májusában Lee Pace, Rachel Sennott, Chase Sui Wonders és Conner O’Malley is csatlakozott a szereplőgárdához, és ekkor megerősítették Davidson és Herrold szerződtetését is.
A forgatási munkálatok 2021 májusában kezdődtek, a helyszín egy grúz kőből épült kastély volt Chappaquában. Végül Kristen Roupenian elismerést kapott a film forgatókönyvéért, míg Sarah DeLappe kapta az egyedüli kreditet.

## Bemutató
A Játsszunk gyilkosost! premierje 2022. március 14-én volt a South by Southwest rendezvényen. 2022. augusztus 5-én mutatták be egyes városok mozijaiban, majd augusztus 12-én nemzetközi forgalmazásba került. 2024 áprilisában a Stage 6 Films megszerezte a film Kínán kívüli nemzetközi forgalmazási jogait.
A film 2022. szeptember 27-én jelent meg VOD-on, majd 2022. október 18-án Blu-Ray és DVD kiadásban.